# Козорог Віктор Віталійович
Віктор Віталійович Козорог (нар. 23 березня 1990, м. Тернопіль, Україна) — український громадсько-політичний діяч, військовик. Голова Тернопільської районної ради (від 10 грудня 2020).

## Життєпис
Віктор Козорог народився 23 березня 1990 року в місті Тернополі.
Закінчив Тернопільську загальноосвітню школу № 3 (2004), Галицький інститут (2009, «молодший спеціаліст» за спеціальністю — правознавство), Львівський національний університет (2012, «бакалавр права» (2012) та «спеціаліст» (2014) за спеціальністю — правознавство). Працював секретарем судового засідання в Господарському суді Тернопільської области (2010—2014), заступником керівника з питань безпеки Кобиловолоцького МПД ДП «Укрспирт» (2014—2014), інспектором з безпеки відділу забезпечення безпеки місць провадження діяльності ДП «Укрспирт» (2014—2018), заступником директора з адміністративно-господарської діяльності Тернопільського обласного центру комплексної реабілітації (2018—2020).
З 10 грудня 2020 року — голова Тернопільської районної ради.

### Військова служба
З весни 2015 року перебував у складі добровольчого формування «Карпатська Січ».
У червні 2015 року уклав контракт із Збройними Силами України та в якості солдата Окремої зведеної штурмової роти «Карпатська Січ» у складі 93 Окремої механізованої бригади оперативного командування «Схід» продовжив виконання завдань з захисту суверенітету, територіальної цілісності України в межах Антитерористичної операції.
В серпні 2016 року отримав первинне офіцерське звання «молодший лейтенант» та був призначений на посаду командира взводу контрбатарейної боротьби батареї управління та артилерійської розвідки бригадної артилерійської групи 93 Окремої механізованої бригади
12 серпня 2018 року присвоєно чергове офіцерське звання «лейтенант». 11 вересня 2018 року звільнений у запас на підставі підпункту «й» пункту 2 частини 5 ст. 26 Закону України «Про військовий обов’язок і військову службу».